# Kobresia karakorumensis
Kobresia karakorumensis är en halvgräsart som beskrevs av Dickore. Kobresia karakorumensis ingår i släktet sävstarrar, och familjen halvgräs. Inga underarter finns listade i Catalogue of Life.